# Billy Bond y La Pesada del Rock and Roll Volumen 4
Billy Bond y La Pesada del Rock and Roll Volumen 4 es el cuarto y último álbum de estudio de la banda argentina Billy Bond y La Pesada del Rock and Roll, lanzado en 1973 por Music Hall.
Este álbum, al igual que los demás de Billy Bond y La Pesada, no fue reeditado oficialmente en formato CD.

## Antecedentes y grabación
El álbum apareció en diciembre de 1973, cuando La Pesada se hallaba en estado casi inactivo, y había dejado de presentarse en vivo, luego de los graves incidentes del Estadio Luna Park, ocurridos el año anterior, y de la edición del tercer disco (ver Tontos (Operita)).
Este disco marcaría el final de la banda, siendo un trabajo que combina el hard rock con el blues rock, de una manera más o menos ortodoxa, sustancialmente distinta al experimental y catártico Tontos. 
No obstante, una vez más se incluyen detalles extravagantes, como el sonido pregrabado de animales domésticos o fieras emitiendo sus características onomatopeyas, las cuales se usaron a modo de separación entre cada una de las canciones. 
La sarcástica y jovial "Gracias al Cielo" (con Charly García en piano) obtuvo notoriedad en los años 2000, al ser elegida como cortina musical del programa televisivo de Roberto Pettinato, Duro de domar. 
Del mismo modo, el álbum incluye una corta versión del célebre bolero "Perfidia", de Alberto Domínguez, cantada por Billy Bond.
Tras disolver el grupo Bond se radicaría en Brasil, desarrollando una carrera como músico, productor y empresario.

## Lista de canciones
- Todos los temas compuestos por Alejandro Medina, Billy Bond & Jorge Álvarez, salvo los indicados.

Lado A
1. No nos paran más
2. Hacia algún lugar
3. Pinchesky rock (Bond, David Lebón, Jorge Pinchevsky)
4. Gracias al Cielo (Bond, Medina)

Lado B
1. Estamos hartos (Pappo)
2. Que sepa volar
3. Perfidia (Alberto Domínguez)
4. Año 1939 (Bond, Álvarez)
5. Concientemente todo, todo lo podrás lograr
6. Algo está por suceder (Kubero Díaz)

## Integrantes
- Billy Bond (voz)
- Kubero Díaz (guitarra)
- Claudio Gabis (guitarra, piano)
- Alejandro Medina (bajo)
- Jorge Pinchevsky (violín)
- Isa Portugheis (batería)